# Metilentetrahidrofolat reduktaza (feredoksin)
Metilentetrahidrofolat reduktaza (feredoksin) (EC 1.5.7.1, 5,10-metilintetrahidrofolatna reduktaza) je enzim sa sistematskim imenom 5-metiltetrahidrofolat:feredoksin oksidoreduktaza. Ovaj enzim katalizuje sledeću hemijsku reakciju
5-metiltetrahidrofolat + 2 oksidovani feredoksin {\displaystyle \rightleftharpoons } 5,10-metilintetrahidrofolat + 2 redukovani feredoksin + 2 H+
Ovaj enzim je gvožđe-sumporni flavoprotein. On takođe sadrži cink. Enzim iz Clostridium formicoaceticum katalizuje redukciju metilinskog plavog, menadiona, benzil viologena, rubredoksina ili FAD sa 5-metiltetrahidrofolatom.

## Literatura
- Nicholas C. Price; Lewis Stevens (1999). Fundamentals of Enzymology: The Cell and Molecular Biology of Catalytic Proteins (Third изд.). USA: Oxford University Press. ISBN 019850229X.
- Eric J. Toone (2006). Advances in Enzymology and Related Areas of Molecular Biology, Protein Evolution (Volume 75 изд.). Wiley-Interscience. ISBN 0471205036.
- Branden C; Tooze J. Introduction to Protein Structure. New York, NY: Garland Publishing. ISBN 0-8153-2305-0.
- Irwin H. Segel. Enzyme Kinetics: Behavior and Analysis of Rapid Equilibrium and Steady-State Enzyme Systems (Book 44 изд.). Wiley Classics Library. ISBN 0471303097.

## Spoljašnje veze
- Methylenetetrahydrofolate+reductase+(ferredoxin) на 